# Amphoe La-ngu
Amphoe La-ngu (thailändisch อำเภอ ละงู) ist ein Landkreis (Amphoe – Verwaltungs-Distrikt) in der  Provinz Satun. Die Provinz Satun liegt im Westen der Südregion von Thailand an der Westküste der Malaiischen Halbinsel.

## Geographie
Benachbarte Landkreise und Gebiete sind (von Norden im Uhrzeigersinn): die Amphoe Thung Wa, Manang, Khuan Kalong und Tha Phae. Alle Amphoe liegen in der Provinz Satun. Nach Westen liegt die Straße von Malakka.
Ein großer Teil der Küste des Landkreises wie auch einige vorgelagerte Inseln sind Teil des Nationalparks Mu Ko Phetra sowie des Nationalparks Tarutao.

## Geschichte
La-ngu war einer der drei ursprünglichen Bezirke von Satun, er war zunächst ein Kleinbezirk (King Amphoe) unter der Verwaltung von Thung Wa. Als in den 1910er Jahren die Pfeffer-Produktion in Thung Wa zurückging, zogen viele Einheimische in den Agrar-Bezirk von La-ngu. 1930 passte die Regierung die Verwaltung der geänderten ökonomischen Situation an, indem sie La-ngu zu einem Landkreis heraufstufte und gleichzeitig Thung Wa in einen Kleinbezirk umwandelte.
Die ursprünglichen sieben Tambon wurden 1944 auf fünf reduziert. 
Ein sechster Tambon wurde am 1. August 1978 eingerichtet.

## Verwaltung

### Provinzverwaltung
Amphoe La-ngu ist in sechs Unterbezirke (Tambon) eingeteilt, welche weiter in 64 Dorfgemeinschaften (Muban) unterteilt sind. 
| Nr. | Name      | Thai   | Muban | Einw.  |
| --- | --------- | ------ | ----- | ------ |
| 1.  | Kamphaeng | กำแพง  | 12    | 18.168 |
| 2.  | La-ngu    | ละงู    | 18    | 21.641 |
| 3.  | Khao Khao | เขาขาว | 07    | 06.390 |
| 4.  | Pak Nam   | ปากน้ำ  | 11    | 10.395 |
| 5.  | Nam Phut  | น้ำผุด   | 06    | 09.060 |
| 6.  | Laem Son  | แหลมสน | 10    | 03.659 |

### Lokalverwaltung
Kamphaeng (เทศบาลตำบลกำแพง) ist eine Kleinstadt (Thesaban Tambon) im Landkreis, sie besteht aus Teilen des Tambon Kamphaeng.
Außerdem gibt es sechs „Tambon-Verwaltungsorganisationen“ (TAO, องค์การบริหารส่วนตำบล) für die Tambon oder die Teile von Tambon im Landkreis, die zu keiner Stadt gehören.